# La mano disecada
La mano disecada es un relato que pertenece al género de terror, escrita por Guy de Maupassant. Fue publicado en la edición del 23 de diciembre de 1883 en el periódico Le Gaulois, y luego recopilado en la colección de relatos fantásticos de 1885: Cuentos del día y de la noche (Contes du jour et de la nuit). Es considerado un clásico del género del horror. La mano vuelve al dueño actual.

## Reseña[1]
Un par de amigos deciden reunirse para convivir en casa de Luis R. cuando repentinamente entra a la casa un viejo amigo de la infancia de nuestro narrador, generando gran sorpresa para los presentes, sobre todo porque los cuestiona acerca de un objeto extraño que acaba de traer de Normandía. Se trataba de la mano disecada de un célebre criminal de 1736 que había sido acusado de asesinar a su propia esposa además de quitarle la vida al cura que los unió y una infinidad de crímenes atroces más, y finalmente la poseía un brujo que practicaba magia negra en el pasado. 
Era una mano horrible, negra, seca, larga, con uñas amarillas. Y el joven a manera de broma decide poner la mano en la campanilla de la puerta que anuncia que un visitante está al acecho, con la finalidad de asustarlos.
El único presente que estaba consciente le aconsejó que enterrara la mano o esta podría ser reclamada por su propietario.
Desde la primera noche empezaron a suscitarse sucesos extraños que impidieron a Pedro dormir ya que habían estado tirando de la campanilla sin descanso, sin embargo al preguntar ¿Quién era? Nadie respondió y decidió no darle importancia.
Más tarde el propietario de la casa obligó a Pedro a que retirara semejante carroña que había sujetado el joven a la campanilla de la puerta. Obligado por el dueño la retira y decide ponerla en su habitación, sin imaginar que esta sería la peor decisión de su vida.
Nuestro narrador acompaña a Pedro un poco más tiempo y después decide retirarse. El hombre no podía dormir, se encontraba agitado, algo le angustiaba y cuando por fin se queda dormido, despierta exaltado debido a que el empleado de la casa de su amigo se encontraba frente a él para darle una noticia que lo dejaría petrificado. Su amigo había sido asesinado, e inmediatamente salió a buscarlo.
Pedro no estaba muerto pero si inconsciente, con un aspecto horrible. En su cuello se podían notar cinco dedos que se habían hundido profundamente en su carne. Y misteriosamente la mano ya no se encontraba en el mismo lugar.
Su amigo enloqueció y estuvo internado en un hospital, jamás logró recobrar la consciencia. Finalmente un día murió de pánico al sentir que algo lo estrangulaba.